# Échecs Patrouille
 (mars 2024).
Si vous disposez d'ouvrages ou d'articles de référence ou si vous connaissez des sites web de qualité traitant du thème abordé ici, merci de compléter l'article en donnant les références utiles à sa vérifiabilité et en les liant à la section « Notes et références ».
Les échecs Patrouille sont une variante du jeu d'échecs, essentiellement utilisée comme condition féerique dans le problème d'échecs, dans laquelle les captures et échecs au roi ne peuvent être réalisés que par des pièces contrôlées (on dit aussi patrouillées) par une pièce amie. Les coups sans capture sont joués normalement.